# Elasmostethus
Genre
Elasmostethus est un genre d'insectes hémiptères du sous-ordre des hétéroptères (punaises).

## Liste des espèces
Selon BioLib (17 janvier 2019) :
- Elasmostethus atricornis (Van Duzee, 1904)
- Elasmostethus brevis Lindberg, 1934
- Elasmostethus cruciatus (Say, 1831)
- Elasmostethus dorsalis Jakovlev, 1876
- Elasmostethus emeritus (Fabricius, 1775)
- Elasmostethus humeralis Jakovlev, 1883
- Elasmostethus interstinctus (Linnaeus, 1758)
- Elasmostethus ligatus (Erichson, 1842)
- Elasmostethus lineus (Dallas, 1851)
- Elasmostethus minor Horváth, 1899
- Elasmostethus nigropunctatus (Reuter, 1881)
- Elasmostethus suffusus (Distant, 1900)
- Elasmostethus taeniolus (Dallas, 1851)